# 吕福春
吕福春（1963年1月—），天津市人，中华人民共和国政治人物。

## 生平
1985年6月加入中国共产党，1982年9月参加工作，南开大学政治学理论专业毕业，在职研究生学历，硕士学位。
1980年9月至1982年9月，毕业于天津市静海县师范学校学习。1993年，担任共青团静海县委书记。1996年5月，任共青团天津市委副书记。2002年3月，任共青团天津市委书记，市青年联合会主席。2006年4月，转任汉沽区委书记。期间，吕福春曾被中共中央组织部列为中央候补委员候选人及天津市人民政府副市长考察对象，但均未获得任命。2009年，任中共天津市滨海新区区委副书记。2014年，任天津市津南区委书记。
2016年1月11日，中共中央纪委发布消息，吕福春正在接受组织调查。2017年4月，向其行贿的天津地产商人刘存发因犯单位行贿罪，一审被判处有期徒刑一年半，缓期二年。